# Sergentomyia drakensbergi
Sergentomyia drakensbergi är en tvåvingeart som beskrevs av Davidson 1979. Sergentomyia drakensbergi ingår i släktet Sergentomyia och familjen fjärilsmyggor. Inga underarter finns listade i Catalogue of Life.